# Piechowice
Piechowice (udtale: [pʲɛxɔˈvʲit͡sɛ])  er en by  i  den  sydvestlige  del af  Voivodskabet Nedre Schlesien i det sydvestlige Polen.  Byen  har 5.952(2021) indbyggere og et areal på 	43,22  km².  Den er en del af   powiatet (amt) Karkonosze. Den ligger cirka 10 kilometer sydvest for Jelenia Góra og 104 kilometer vest for den regionale hovedstad Wrocław. 

## Historie
Området blev en del af den fremvoksende polske stat i det 10. århundrede. Oprindeligt var det administrativt en del af  kastellanet Wleń. Det blev første gang nævnt i et dokument fra Wrocław katedralkapitlet fra 1305, da det var en del af det fragmenterede Piast-regerede Polen.
Under Trediveårskrigen grundlagde tjekkiske protestantiske flygtninge det nuværende distrikt Michałowice.
I 1891 blev en jernbaneforbindelse til Jelenia Góra åbnet, og i 1902 blev der åbnet en jernbaneforbindelse til Szklarska Poręba og Harrachov.